# Nijlhoningzuiger
De nijlhoningzuiger (Hedydipna metallica synoniem: Anthreptes metallicus ) is een zangvogel uit de familie  Nectariniidae (honingzuigers) die voorkomt in Noordoost-Afrika en het Arabisch schiereiland.

## Kenmerken
De lichaamslengte van het mannetje met staart bedraagt 17 cm, vrouwtje 9 cm en de vogel weegt tussen de 7,0 en 7,5 g. Het is een kleine honingzuiger met een relatief korte, gebogen snavel. Het mannetje in broedkleed is van boven en op de keel en borst glanzend groen met een purperkleurige metaalglans. De stuit en de lange staart zijn van boven glanzend donkerblauw. Het groen van de keel wordt begrensd door een smalle, donkere purperkleurige band en daaronder is de buik van de vogel geel. Het vrouwtje verschilt sterk van het mannetje, ze mist de lange staart, ze is van boven grijsbruin en van onder vuilgeel, verder een lichtbruine oogstreep en daarboven een roomkleurige wenkbrauwstreep.

## Verspreiding en leefgebied
Er zijn geen ondersoorten: De nijlhoningzuiger komt voor in Egypte zowel in het dal van de Nijl als aan de kust van de Rode Zee, verder in Soedan, Eritrea, Ethiopië, Djibouti en het zuiden van het Arabisch schiereiland.
Het leefgebied bestaat uit betrekkelijk droge gebieden met struikgewas die wel in de buurt van geïrrigeerd land liggen, ook in tuinen. De vogel komt voor tot op 2200 m boven de zeespiegel.

## Status
De grootte van de populatie is niet gekwantificeerd. De vogel is plaatselijk algemeen en soms zelfs talrijk aanwezig. Men veronderstelt dat de soort in aantal stabiel is en om deze redenen staat deze honingzuiger als niet bedreigd op de Rode Lijst van de IUCN.